# Raión de Shablýkino
El raión de Shablýkino (ruso: Шаблы́кинский райо́н) es un distrito administrativo y municipal (raión) ruso perteneciente a la óblast de Oriol. Se ubica en el oeste de la óblast. Su capital es Shablýkino.
En 2023, el raión tenía una población de 5916 habitantes.
El raión es limítrofe al oeste con la óblast de Briansk.

## Subdivisiones
Comprende el asentamiento de tipo urbano de Shablýkino (la capital, que forma un ayuntamiento urbano sin pedanías) y 63 localidades rurales, estas últimas agrupadas en los siguientes siete asentamientos rurales:
- Guerásimovo
- Kosúlichi
- Mólodovoye
- Navlia
- Sómovo
- Titovo
- Jotkovo